# Azorella pallida
Azorella pallida är en växtart i släktet Azorella och familjen flockblommiga växter.
Arten är en liten buske som förekommer på Sydön i Nya Zeeland. Den beskrevs först av Thomas Kirk, och fick sitt nu gällande namn av samme Kirk.